# FK TSK Simferopol
FK TSK Simferopol (ryska ФК «ТСК» (Симферополь)) tidigare SK Tavrija Simferopol (ukrainska СК «Таврія» Сімферополь, ryska СК «Таврия» Симферополь) är en fotbollsklubb från den till majoriteten ryskspråkiga staden Simferopol på Krim. Klubben spelade fram till säsongen 2013/14  i Ukrainska ligan men spelar nu i den ryska 2:a divisionen. TSK står för Tavria - Simferopol - Krim.
Efter den ryska annektering av Krim ansökte klubben, under namnet FK Skif Simferopol, UEFA och FIFA om tillåtelse att byta till ryska ligasystemet säsongen 2014/15.
12 augusti 2014 deltog Krim-klubbarna Simferopol, Sevastopol och Zjemtjuzjina Jalta i ryska cupen. Det ukrainska fotbollsförbundet vill därför att FIFA och UEFA ska straffa det ryska fotbollsförbundet för att det välkomnat Krim-klubbarna att delta i tävlingsspel i Ryssland. Klubben har även påbörjat spel i den ryska 2:a divisionen. 

## SK Tavrija Simferopol
Tavrija var ett av endast fem lag som deltog i alla de första 19 säsongerna av ukrainska ligan fram till 2014. Bästa placering var då laget vann det första mästerskapet 1992 vilket gav en plats i Champions League 1992/1993. Klubben vann i kvalet mot irländska Shelbourne FC från Dublin med 0-0, 2-1. Laget förlorade sedan mot schweiziska FC Sion i första omgången med 1-4, 1-3.
Två gånger har Tavrija deltagit i UEFA Intertoto Cup; 
- 2001 vann laget i andra omgången mot bulgariska PFC Spartak Varna med 3-0, 2-2. Laget förlorade sedan mot franska Paris Saint-Germain FC i tredje omgången med 0-1, 0-4.

- 2008 vann laget i andra omgången mot moldaviska FC Tiraspol med 0-0, 3-1. Laget förlorade sedan mot franska Stade Rennais FC i tredje omgången. Båda matcherna slutade med 1-0-segrar till hemmalaget, straffsparksläggning fick avgöra. Här vann det franska laget med 10-9 och missade en plats i UEFA-cupen 2008/2009 med minsta möjliga marginal.

## Svenskar i klubben
- Gustav Svensson